# René Becret
René Becret  est un arbitre français de football des années 1950 et 1960. Il officie seize fois l'Olympique de Marseille en première division entre 1955 et 1964 ainsi que deux rencontres de Coupe Charles Drago et le trente-deuxième de finale de Coupe de France 1961-1962.

## Carrière
Il officie en finale du : 
- Challenge des champions 1957[2].